# Geto Boys
Geto Boys est un groupe de hip-hop américain, originaire de Houston, dans le Texas. Il se compose de Scarface, Willie D, et Bushwick Bill. Les Geto Boys se popularisent grâce à leurs paroles issues de sujets controversés comme la misogynie, le gore, les expériences psychotiques ou la nécrophilie ou encore l'antisémitisme, le racisme.
About.com les classe 10e dans sa liste des « 25 meilleurs groupes de rap de tous les temps », les décrivant de « pionniers du Dirty South qui ont frayé le chemin pour la future génération de southern hip-hop. »

## Biographie
Les premiers « Ghetto Boys » sont Raheem, The Sire Jukebox, et Sir Rap-A-Lot. Au départ de Raheem et Sir Rap-A-Lot, le groupe recrute DJ Ready Red, Prince Johnny C, et Little Billy (un danseur plus tard connu sous le nom de Bushwick Bill). Le premier single du groupe s'intitule Car Freak en 1986, qui sera suivi de deux LPs You Ain't Nothin'/I Run This en 1987, et Be Down en 1988. Le groupe publie son premier album studio en 1988, Making Trouble. Avec très peu d'attention, le groupe se sépare brièvement et se reforme aux côtés de Scarface et Willie D, deux artistes solo. Cette nouvelle formation publie l'album Grip It! On That Other Level en 1989. L'album homonyme du groupe, The Geto Boys publié en 1990, mène Def American Recordings, le label auquel le groupe est signé à cette période, à changer de distributeurs passant de Geffen Records à Warner Bros. Records à cause de polémiques liées aux paroles.
La chanson Street Life extraite de Till Death Do Us Part est incluse dans le film South Central (en). Le groupe participe au festival SmokeOut de Cypress Hill à San Bernardino le 23 octobre 2009. En 2010, Bushwick Bill est menacé d'expulsion en Jamaïque.

## Style musical et influences
Le nom du groupe, Geto Boys, vient d'une déformation délibérée du mot ghetto. Pour ses deux premiers albums, Making Trouble (1988) et Grip It! On That Other Level (1989), l'appellation est Ghetto Boys. Dès le troisième album, The Geto Boys, le groupe change pour Geto. Leurs paroles se consacrent aux sujets extrêmes, et parfois au meurtre, au sexe hardcore, et à la violence. Le groupe est considéré comme un pionnier du Dirty South, qui inspirera des artistes comme 2Pac, The Notorious B.I.G., Eminem, UGK, T.I., Goodie Mobb, OutKast, 50 Cent, Chamillionaire, Jay-Z, Lil Wayne, Rick Ross, Young Jeezy, Juvenile, Mystikal, Esham et Insane Clown Posse. Violent J des Insane Clown Posse décrit les Geto Boys comme les premiers rappeurs à s'être essayé à l'horrorcore, avec leur chanson Assassins, publiée dans leur premier album Making Trouble,. Bruce explique que les Geto Boys ont continué à contribuer au genre avec leur deuxième album Grip It! On That Other Level et des chansons comme Mind of a Lunatic et Trigga-Happy Nigga.

## Discographie

### Albums studio
- 1988 : Making Trouble
- 1989 : Grip It! On That Other Level
- 1991 : We Can't Be Stopped
- 1993 : Till Death Do Us Part
- 1996 : The Resurrection
- 1998 : Da Good da Bad & da Ugly
- 2005 : The Foundation

### Remix
- 1990 : The Geto Boys

### Compilations
- 1992 : Uncut Dope: Geto Boys' Best
- 2002 : Greatest Hits
- 2008 : Best of the Geto Boys